# Окница
О́кница (рум. Ocnița) — город в Молдавии, центр Окницкого района. Находится на границе с Украиной.

## История
Окница была основана как железнодорожная станция в 1890-х годах при строительстве Новоселицкой ветви Юго-Западных железных дорог, которая начиналась в Жмеринке и Слободке, сходилась в Окнице и оканчивалась в Новоселице. Линия строилась в течение пяти лет (с 1892 по 1897 годы), её протяжённость составляла 520 вёрст. Окница была заложена на пересечении двух ветвей, Новоселицкой и Могилёвской, на 247-й версте от Слободки.
В 1898 году в Окнице было 45 владельцев земли общей площадью 8 десятин 1660 саженей. В 1904 году в городе проживало 3 240 человек, имелась церковь, школа с двумя классами и земство. К 1910 году здесь действовали основное депо, мастерские для малого ремонта паровозов и вагонов, находилось управление участниками пути и тяги. Бессарабские грузы через Окницу поступали на главную магистраль Юго-Западных железных дорог и в провинции Австро-Венгрии. В 1903 году на станции Окница завершается строительство железнодорожного вокзала.
7 февраля 1946 года Окнице присвоен статус «посёлок городского типа», а в 1994 году — города.
По состоянию на 1991 год станция Окница являлась одной из основных узловых станций Молдовы.
Население города в 1974 году составляло 7,1 тысяч человек, а в 1994 году — 11,3 тыс. чел.
В 2013 году в центральном парке Окницы была открыта аллея знаменитостей.

## Климат
| Показатель                                           | Янв. | Фев. | Март | Апр. | Май  | Июнь | Июль | Авг. | Сен. | Окт. | Нояб. | Дек. | Год  |
| ---------------------------------------------------- | ---- | ---- | ---- | ---- | ---- | ---- | ---- | ---- | ---- | ---- | ----- | ---- | ---- |
| Средний суточный максимум, °C                        | −1,6 | 0,0  | 5,4  | 14,1 | 20,2 | 23,2 | 24,4 | 24,1 | 20,1 | 13,5 | 5,9   | 0,9  | 12,5 |
| Средняя температура, °C                              | −4,9 | −3,3 | 1,4  | 8,8  | 14,5 | 17,7 | 19,0 | 18,5 | 14,6 | 8,7  | 2,8   | −1,9 | 8,0  |
| Средний суточный минимум, °C                         | −8,2 | −6,6 | −2,6 | 3,6  | 8,9  | 12,3 | 13,7 | 12,9 | 9,1  | 4,0  | −0,3  | −4,7 | 3,5  |
| Норма осадков, мм                                    | 33   | 34   | 30   | 52   | 72   | 104  | 97   | 61   | 50   | 31   | 36    | 39   | 639  |
| Источник: http://ru.climate-data.org/location/29090/ |      |      |      |      |      |      |      |      |      |      |       |      |      |